# Hidrato de metano

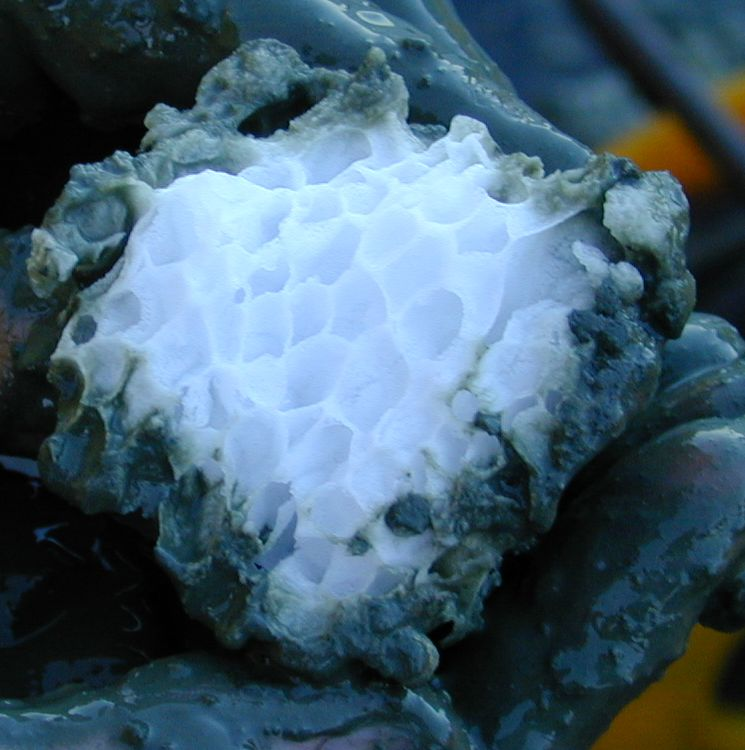
Hidrato de metano con estructura de panal. Oregón, EE. UU.

El hidrato de metano, también denominado clatrato de metano o clatrato hidrato de metano, es un compuesto de inclusión de tipo clatrato hidrato en el cual moléculas de agua conforman una estructura cristalina mediante enlaces de hidrógeno dando lugar a cavidades en cuyo interior se encuentran moléculas de metano (u otros hidrocarburos ligeros como etano y propano cuando se trata de hidrato de gas natural) que estabilizan la estructura que, de otro modo, es inestable termodinámicamente, pero que no establecen enlaces químicos con las moléculas de agua de la estructura.

## Formación de hidrato de metano
Los hidratos de metano son moléculas de metano en estructuras de moléculas de agua, que bajo condiciones de presión y temperatura que existen en el talud continental y en las regiones polares (permafrost) se convierten en sustancias sólidas cristalinas (hielos de metano). Se encuentran principalmente en los poros de los sedimentos arenosos cementándolos.
En el medio marino se explica su formación de una forma un tanto compleja. El metano que resulta de la descomposición de los organismos vivientes en el agua, reacciona con el agua a punto de congelarse formando hidratos, que después se aposentarán en los fondos marinos. La reacción se produce en condiciones de presión y temperatura particulares. El hidrato de metano es particularmente inestable.

## Propiedades
Un metro cúbico de hidrato de metano contiene aproximadamente 164 metros cúbicos de gas metano con tan solo 0.84 metros cúbicos de agua.
Este "hielo" es inflamable: si se le acerca una llama, libera gas metano que arderá.
Los hidratos de metano constituyen una fuente energética alternativa de gran proyección mundial, con reservas estimadas que prácticamente duplican las reservas convencionales actualmente reconocidas para los recursos energéticos fósiles. Así, se pretende utilizar este compuesto como otro combustible más adelante, de manera similar al petróleo o el gas natural.
Durante su extracción es bastante difícil que no se libere metano. Esto ha limitado su explotación, ya que si se libera metano a la atmósfera, podríamos incrementar el efecto invernadero de manera considerable, con un efecto 21 veces superior al del dióxido de carbono.

## Historia
En 1810 Humphrey Davy y Michael Faraday describen por primera vez los hidratos de gas. En 1888 Villard encuentra experimentalmente hidratos de CH4, C2H6, C2H2 y N2O.
En 1930 Hammerschmidt determina que los hidratos bloquean gasoductos e investiga los gases inhibidores.
En 1960 los soviéticos reconocen el hidrato de metano como una posible fuente de energía, y descubren y producen en volúmenes pequeños el primer depósito de hidratos en el permafrost siberiano.
En 1990, se realiza la caracterización inicial y cuantificación de hidratos de metano en depósitos en aguas profundas. En 2000, empiezan los esfuerzos por cuantificar las características y abundancia de los hidratos, y comienzan los esfuerzos de aprovechar el gran potencial de los hidratos como combustible.